# Voetbalkampioenschap van Danzig-West-Pruisen 1913/14
In 1913/14 werd het vier voetbalkampioenschap van Danzig-West-Pruisen gespeeld, dat georganiseerd werd door de Baltische voetbalbond. Van 1907 tot 1910 speelden de winnaars van de regionale competities in de Baltische eindronde om de titel van West-Pruisen. Van 1910 tot 1913 plaatsten de clubs zich meteen voor de Baltische eindronde zonder dat er een officiële titel voor West-Pruisen aan te pas kwam. Deze werd vanaf dit seizoen heringevoerd. De competitie kreeg nu ook de naam Danzig-West-Pruisen. 
BuEV Danzig werd kampioen en plaatste zich zo voor de Baltische eindronde. De club verloor beide wedstrijden en werd laatste. 

## Reguliere competitie

### Bezirk Danzig
| Plaats | Club                   | Wed. | W | G | V  | Saldo | Ptn. |
| ------ | ---------------------- | ---- | - | - | -- | ----- | ---- |
| 1.     | BuEV 1903 Danzig       | 12   | 7 | 3 | 2  | 40:12 | 17   |
| 2.     | SV Ostmark Danzig      | 12   | 8 | 1 | 3  | 38:12 | 17   |
| 3.     | TuFC Preußen Danzig    | 12   | 5 | 1 | 6  | 21:22 | 11   |
| 4.     | Akademischer SC Danzig | 12   | 1 | 1 | 10 | 7:60  | 3    |

|  | Play-off |

Play-off
|                  |             |       |                   |                              |
| 15 februari 1914 | BuEV Danzig | 3 - 1 | SV Ostmark Danzig | Heinrich-Ehlers-Platz Danzig |
| 15 februari 1914 |             |       |                   | Heinrich-Ehlers-Platz Danzig |

### Bezirk Elbing
Uit het Bezirk Elbing zijn enkel kampioen SC Hansa Elbing bekend en verdere deelnemers Elbinger SV 05, RV Braunsberg en SV Viktoria Elbing.

### Bezirk Graudenz
Uit het Bezirk Graudenz zijn enkel kampioen SV Marienwerder en SC Graudenz bekend. 

### Bezirk Konitz
In het Bezirk Konitz vond dit jaar geen competitie plaats. 

## Eindronde

### Halve finale
BuEV Danzig had een bye 
|                  |                 |        |                 |              |
| 15 februari 1914 | SV Marienwerder | 14 - 1 | SC Hansa Elbing | Marienwerder |
| 15 februari 1914 |                 |        |                 | Marienwerder |

### Finale
|              |                 |       |             |              |
| 1 maart 1914 | SV Marienwerder | 1 - 3 | BuEV Danzig | Marienwerder |
| 1 maart 1914 |                 |       |             | Marienwerder |